# Porsche-Diesel Junior 4
Der Porsche-Diesel Junior 4 (technische Bezeichnung: Porsche-Diesel 108-4) war ein Traktor der Porsche-Diesel Motorenbau GmbH, die ihren Sitz in Friedrichshafen am Bodensee hatte; 150 Porsche-Diesel Junior 4 wurden 1958 produziert.
Der PorscheDiesel Junior 4 zählte zu der zweiten verbesserten Generation mit Einzylindermotor und war zu großen Teilen baugleich mit dem Junior K. Beide Modelle wurden ebenfalls in einer kurzen und einer langen Ausführung hergestellt, wobei die Differenz nur 15 cm beim Radstand und bei der Länge und betrug. Der Porsche-Diesel Junior 4 hatte außer einer Bosch-Lichtmaschine und einer Innenbackenbremse bereits einen elektrischenr Anlasser und eine Getriebe-Handbremse. Wahlweise war der Porsche-Diesel-Schlepper auch mit einer Drei- oder Vierpunkt-Aufhängung vom Typ Gotec-390 lieferbar. Ein luftgekühlter 1-Zylinder-Dieselmotor mit einer damals fortschrittlichen 4-Takt-Wirbelkammer-Technik leistete 14 PS und ermöglichte eine Höchstgeschwindigkeit von bis zu 20 km/h. Zu den Merkmalen des Motors gehörten eine zweifach-gelagerte Kurbelwelle, ein Ölbadluftfilter und ein Einspritzsystem von Bosch.
Nachdem die Produktion des Junior 4 nach nur 150 Exemplaren eingestellt worden war, erwarb der österreichische Hersteller Hofherr-Schrantz die Lizenz, um das Modell Junior 4 mit geringerer Drehzahl weiter produzieren zu können.